# Halopteriidae
Halopteriidae är en familj av nässeldjur. Halopteriidae ingår i ordningen Hydroida, klassen hydrozoer, fylumet nässeldjur och riket djur.
Familjen innehåller bara släktet Halopteris.